# Улалушка (посёлок)
Улалушка  — посёлок в Майминском муниципальном районе Республики Алтай России. Входит в состав Кызыл-Озёкского сельского поселения.

## География
Посёлок расположен в северо-западной части Республики Алтай, на правом берегу реки Улалушка. Абсолютная высота — 348 м над уровня моря.

## Население
| 2008 | 2009 | 2010 | 2011 | 2012 | 2013 |
| ---- | ---- | ---- | ---- | ---- | ---- |
| 6    | →6   | ↗11  | →11  | →11  | ↘10  |
| 2014 | 2015 | 2016 |      |      |      |
| →10  | ↘9   | →9   |      |      |      |